# Alopecurus bornmuelleri
Alopecurus bornmuelleri är en gräsart som beskrevs av Karel Domin. Alopecurus bornmuelleri ingår i släktet kavlen, och familjen gräs. Inga underarter finns listade i Catalogue of Life.